# Superior (comic book)
Superior est un comic book créé par Mark Millar, dessiné par Leinil Francis Yu. Il est publié en France chez Panini sous licence Marvel Comics, label Icon .

## Synopsis
Simon Pooni, un garçon ordinaire, voit sa vie basculer le jour où la sclérose en plaques le prive de tout ce qu'il tenait pour acquis. La bande dessinée et le cinéma deviennent alors ses seuls moyens d'évasion. Mais Superior, le plus grand héros de la Terre, s'apprête à bouleverser son existence...

## Adaptation cinématographique
Le réalisateur-producteur britannique Matthew Vaughn, qui a déjà adapté deux autres œuvres de Mark Millar (Kick-Ass et The Secret Service), a acquis les droits cinématographiques en octobre 2011,,. Dans le film Kick-Ass 2 (2013), on peut voir un poster Superior dans une scène flashback sur l'enfance de Dave.
En avril 2014, il est annoncé que la 20th Century Fox souhaite produire le long métrage. En janvier 2016, la Fox engage Brandon et Phillip Murphy pour écrire le scénario du film, qui sera produit par Matthew Vaughn et Tarquin Pack. En septembre 2016, Mark Millar avoue sur son compte Twitter qu'il aimerait bien que Superior soit incarné par le catcheur-acteur John Cena.